# 190-й навчальний центр (Україна)
190-й навчальний центр (190 НЦ) — навчальний центр у структурі Сил безпілотних систем Збройних сил України.

## Історія
На підставі директиви Міністра оборони України від 2 грудня 2002 року № Д — 115/1/011 на базі Житомирського військового інституту радіоелектроніки імені С. П. Корольова у квітні 2003 року був сформований навчальний центр, якому 2013 року було присвоєно номер 190. Він надавав первинну професійну підготовку рядовому, сержантському і старшинському складу. Підготовка військовослужбовців здійснювалася в інтересах усіх видів військ Збройних Сил України.
На грудень 2024 року центр входив до складу Сил безпілотних систем ЗСУ і здійснював навчання за спеціальностями технічних засобів розвідки.

## Основні завдання
- загальновійськова підготовка осіб, які раніше не проходили військової служби, та військовозобов'язаних, які виявили бажання проходити військову службу за контрактом у підрозділах та частинах Збройних Сил України (термін навчання 1 місяць);
- фахова підготовка військовослужбовців рядового складу та військовозобов'язаних, які виявили бажання проходити військову службу за контрактом не за спорідненою спеціальністю, отриманою раніше (термін навчання 2 місяці);
- багаторівнева  підготовка осіб сержантського і старшинського складу за базовим рівнем (термін навчання 1 місяць);
- забезпечення проведення практичної складової підготовки курсантів і студентів, які навчаються за програмою підготовки офіцерів запасу Житомирського військового інституту;
- базова та фахова освіта за спеціальностями технічних засобів розвідки[1].

## Структура
- Рота ударних безпілотних авіаційних комплексів[2]